# Maria Galvany
Maria Galvany sau María Galvany (n. 6 august 1875, Mancha Real – d. 3 august 1927, Madrid) a fost o soprană spaniolă, cunoscută pentru tehnica ei virtuoasă. Cariera ei, cu toate acestea, s-a încheiat în obscuritate.

## Biografie
Se cunosc foarte puține informații despre viața acestei cântărețe. Este general acceptat faptul că ea s-a născut în 1878 la Granada, Spania, deși data și anul exact al nașterii ei sunt disputate de diverși autori (unele surse dau 1874 sau 1876 ca an al nașterii sale). Ea pare să fi studiat, cu toate acestea, la Conservatorul Regal din Madrid cu profesorii Lázaro María Puig și Napoleone Verger și a debutat la operă în rolul titular din Lucia di Lammermoor de Gaetano Donizetti la Cartagena în jurul anului 1896.
În timp ce a locuit în Spania, a avut în repertoriul ei roluri în opere precum La Sonnambula, La Traviata, Hamlet, Lakmé și Les Huguenots (toate cântate în italiană). După ce a devenit o cântăreață favorită a publicului spaniol, ea a plecat să cânte în Italia. Se pare că nu a cântat  niciodată la Scala din Milano; în schimb, ea a apărut pe scena Teatro Dal Verme din Milano în 1901. Doi ani mai târziu, ea a cântat cu succes la Parma în La Sonnambula, alături de Piero Schiavazzi. În cursul anului 1905 ea a participat la un turneu organizat de compania Castellano în unele părți ale Europei, cântând în Olanda, Belgia și Franța, alături de tenorul Nicola Zerola și soprana Adelina Agostinelli.
Interpretarea Ofeliei din opera Hamlet de Ambroise Thomas, reprezentată în 1908 la Veneția, a avut parte de un succes deosebit, ca și aparițiile ei la Londra. Deși nu există dovezi istorice că ar fi apărut vreodată pe scena teatrului Covent Garden, ea a cântat la Theatre Royal, Drury Lane în 1909 în operele Theron, Bărbierul din Sevilla și La Sonnambula. Mai târziu, ea a apărut la Coliseum Theatre, avându-i ca parteneri pe Antonio Sabellico și Elvino Ventura. A performat de asemenea pe scenele teatrelor din Lisabona, Nisa și în diverse orașe din Rusia.
După această perioadă de succes în Europa, ea s-a îmbarcat către America de Sud, devenind deosebit de populară în Brazilia și Argentina. Ea a cântat doar o singură dată în Statele Unite ale Americii, într-un vodevil la San Francisco în 1918, dar nu a reușit să obțină un angajament pentru a cânta la Metropolitan Opera House din New York.
Începând din acest moment sunt tot mai puține informații despre cariera ei. Se susține că s-a stabilit în Rio de Janeiro, Brazilia, unde a devenit probabil profesoară de canto și a dat concerte ocazionale. În momentul morții sale, ea era aproape uitată și vestea morții ei nu a apărut niciodată în presă. Până în anii 1990 se credea că a decedat pe 2 noiembrie 1949, în azilul San Luis, un cămin de bătrâni din Rio de Janeiro. Cu toate acestea, un medic brazilian, Jacques Alain León, a susținut că ea a fost de fapt ucisă de gripă în 1918 și că o soprană dramatică pe nume Fanny Maria Rollas Galvani ar fi murit de fapt în 1949 la Rio.